# Термини (станция метро)
Термини — пересадочный узел линий А и B римского метрополитена. Открыта в 1955 году.

## Достопримечательности
Вблизи станции расположены:
- Санта-Мария-Маджоре
- Римский университет Ла Сапиенца
- Пьяцца-дей-Чинквеченто
- Термы Диоклетиана

## Наземный транспорт
Железнодорожный транспорт:
- Вокзал Термини

Автобусы: H, 16, 38, 40, 64, 66, 70, 75, 82, 85, 92, 105, 170, 223, 310, 360, 492, 590, 649, 714, 910.
Троллейбусы: 90.
Трамвай: 5, 14.